# Kuro no Danshou: The Literary Fragment
«Kuro no Danshou: The Literary Fragment» (яп. 黒の断章 The Literary Fragment куро но дансё:) — японская эротическая компьютерная игра по мифологии Ктулху американского писателя Говарда Лавкрафта, разработанная компанией Scarecrow. По жанру представляет собой мистический детективный квест с видом от первого лица. Вышла 14 июля 1995 года для компьютера NEC PC-9801.
По мотивам игры на студии Discovery в 1999 году было снято четырёхсерийное аниме режиссёров Хидэки Такаямы и Ёситаки Макино. Аниме, также известное как «Загадка Некрономикона» (англ. Mystery of the Necronomicon), имеет общую мистическую хоррор-направленность с добавлением характерных сцен хентая.

## История создания
Kuro no Danshou: The Literary Fragment была задумана студией Abogado Powers, то время называвшейся Scarecrow, как первая часть серии «Архивы детективного агентства Судзусаки» (яп. 涼崎探偵事務所ファイル судзусаки тансэй дзи муси файру) — детективных игр с элементами ужасов. Второй и завершающей частью «Архивов» стала Es no Houteishiki: Wo Es war, soll Ich werden (1996). Третья часть Jinko Shitsurakuen: Paradise Lost (яп. 人工失楽園 Paradise Lost дзинко: сицу ракуэн) была анонсирована, но так и не вышла.

Обложка первоначальной версии Kuro no Danshou для NEC PC-9801.

Сценарий написал мангака Оцуки Судзуки (大槻涼樹), а музыку — сотрудник Scarecrow Яно Масаси (矢野雅士). Тот же состав, включая художника Хитоми Ёсидзаву (吉澤友章), впоследствии работал над Es no Houteishiki: Wo Es war, soll Ich werden. Изначально Kuro no Danshou существовала только для NEC PC-9801, но в августе 1997 года OZClub издала порт для приставки Sega Saturn. Рейтинг, однако, был понижен с 18+ до 16+.
Порт для Windows 98/Me/2000/XP появился лишь в 2004 году. CD-версия игры под названием Kuro no Danshou: The Literary Fragment for Win SS-kaiteiban появилась в продаже 30 января. В марте 2005 года игра вышла на DVD. Обе версии для PC имеют рейтинг 18+, кроме того, они были озвучены.

## Сюжет
Главный герой Kuro no Danshou — проницательный частный детектив Сатоси Судзусаки (涼崎 聡), человек с трагическим прошлым, которое оставило нестираемый след на его жизни и психике. Персонаж также страдает от потери памяти. Он расследует ужасную смерть целой семьи, спокойно сидевшей дома за обеденным столом. Изучение вопроса приводит Судзусаки к предположению о том, что, возможно, было совершено ритуальное самоубийство. Дальнейший сюжет посвящён расследованию, которое проводят сам детектив, его привлекательная секретарша Асука Касиваги (草薙) и юный друг, выдающийся психолог Кусанаги (柏木 明日香) .

## Аниме
OVA отличается хорошей степенью прорисовки персонажей фильма, а также общих видов. Большой реалистичностью отличаются сцены насилия и его результатов, достаточно жёсткими являются порнографические сцены. Согласно сюжету аниме, детектив Судзусаки приезжает вместе со своей приёмной дочерью отдохнуть от работы в отель, расположенный высоко в горах. Детектива преследует во снах его прошлое, о котором он ничего не помнит. Такой же кошмар он видит и в отеле. Ситуация ещё осложняется и тем, что этой же ночью была зверски убита целая семья в составе отца, матери и двоих детей, а глаза их были вырваны и положены на блюдце. Из-за этого случая, а также из-за надвигающейся снежной бури, большая часть постояльцев покидает отель. На следующую ночь также совершается зверское убийство и подозрение падает на каждого из оставшихся.
В дальнейшем действие фильма переносится на шесть лет назад в США, в небольшой городок в глубинке страны. Оказывается в то время была совершена аналогичная серия убийств, к которой также имел отношение Сатоси и вследствие которых он и потерял память. Вскоре выясняется, что маньяком-убийцей является Герберт Уэст, а совершает он свои убийства, руководствуясь Некрономиконом.

### Роли озвучивали
- Ёко Асада — Асука Касиваги
- Хидэтоси Накамура — Сатоси Судзусаки
- Юми Такада — Харука Сакимидзу

## Es no Houteishiki: Wo Es war, soll Ich werden
Графический квест с видом от первого лица Es no Houteishiki: Wo Es war, soll Ich werden (яп. Ｅｓの方程式 эс но хо:тэйсики, подзаголовок Wo Es war, soll Ich werden в переводе с нем. «Где было Оно, там должно стать Я» — цитата из работы Зигмунда Фрейда) был выпущен 24 мая 1996 года для NEC PC-9801. Над ним работал тот же состав сотрудников, что и над Kuro no Danshou. В августе 1997 года появился порт для Windows 95/98 на CD.
Es no Houteishiki — вторая игра серии «Архивы детективного агентства Сатоси Судзусаки». Главным героем второй части, действие в которой происходит после событий Kuro no Danshou, является психолог Кусанаги